# Pandanus bintuniensis
Pandanus bintuniensis är en enhjärtbladig växtart som beskrevs av Wiriad. Pandanus bintuniensis ingår i släktet Pandanus och familjen Pandanaceae. Inga underarter finns listade.